# Erišum III.
Erišum III. (Erischum) regierte von etwa 1550 bis 1538 v. Chr. (ultrakurze Chronologie). Nach der assyrischen Königsliste betrug seine Amtszeit als 56. assyrischer König 13 Jahre. Er war Sohn des Šu-Ninua.